# Dennell
Dennell is een Brits historisch merk van motorfietsen.
De bedrijfsnaam was: Herbert Dennell Motorworks, West Leeds Motor Co., Leeds.
Herbert Dennell was een bekende en zeer goede constructeur. Vanaf 1903 bouwde hij motorfietsen met inbouwmotoren van Minerva-, JAP- en NSU. De productieaantallen bleven bescheiden en Dennell was ook bereid aan bijzondere wensen van klanten te voldoen. Zo bouwde hij in 1906 voor J.W. Fawcett een bijzonder model met een luchtgekoelde driecilinderlijnmotor die door JAP was gemaakt. De aandrijving verliep via speciale schuine tandwielen waardoor er aan weerszijden van de motor aandrijfriemen naar het achterwiel liepen. Dennell bouwde ook een model met een Franklin & Isaacson viercilindermotor. In 1908 bouwde hij speciaal voor een Mr. Bates een 4½pk-Minerva-V-twin met riemaandrijving en een ROC-tweeversnellingsbak. In dat jaar stopte Dennell de productie van motorfietsen.